# Casa dos Valérios
Casa dos Valérios (em latim: Domus Valeriorum) era uma vasta residência privada de propriedade da família dos Valério Publícolas que ficava localizada na região augustana de Regio II Caelimontium da Roma Antiga, atualmente parte do rione Celio.

## História
A residência era uma das muitas ricas residências do período republicano no monte Célio. Já no período imperial, todo o bairro foi destruído por dois incêndios: em 27, durante o reinado de Tibério, e no grande incêndio de 64, durante o reinado de Nero. Por isso, ela passou por sucessivas reconstruções.
No local onde ela ficava foram recuperadas onze inscrições relativas à família datadas no século III.
A casa foi posta à venda em 404 pelos proprietários Melânia, a Jovem, e Valério Piniano, mas por causa de suas dimensões e opulênca, ninguém se interessou. Seis anos mais tarde, depois do saque de Roma por Alarico, que deixou a casa seriamente danificada, a residência foi vendida por um valor simbólico.
Em 575, sobre os restos da residência foi fundado um hospital para pobres e peregrinos batizado de "Xenodochium Valeriorum" ou Xenodochium A Valeriis", uma referência aos antigos donos. 
Atualmente, as ruínas estão sob o moderno Ospedale dell'Addolorata e não são acessíveis ao público. Muitas descobertas foram feitas no local, incluindo muitos restos de pavimentos ainda in situ.

## Descrição
É impossível ter uma visão completa da estrutura da residência atualmente com base nas informações conhecidas. Escavações realizadas no início do século XX, quando o Ospedale foi construído, trouxeram à luz importantes restos da residência, referentes à duas fases distintas, uma com estrutura em opus latericium e a segunda, mais recente, em opus vittatum.
A fase mais tardia correspondia a dois setores, dos quais o oriental tinha uma função termal. Dado que as descobertas se concentraram no setor central do Ospedale, acredita-se que a área construída seguia antigamente na direção de Santo Stefano Rotondo e o jardim correspondia à área na direção da Via Sant'Erasmo. Escavações mais recentes (2005) identificaram também no setor sudoeste um corredor decorado com afrescos e mosaicos com janelas de frente para um viridário.
Um pouco mais ao norte do Ospedale, perto da Villa Casali, foram descobertas outras ruínas e uma base com uma inscrição de Lúcio Valério Publícola Balbino Máximo, cônsul em 253.